# سو وتون
سو وتون (بالإنجليزية: Sue Wootton)‏ هي كاتِبة وشاعرة نيوزيلندية، ولدت في 1961.